# Nicolas Denis Derome

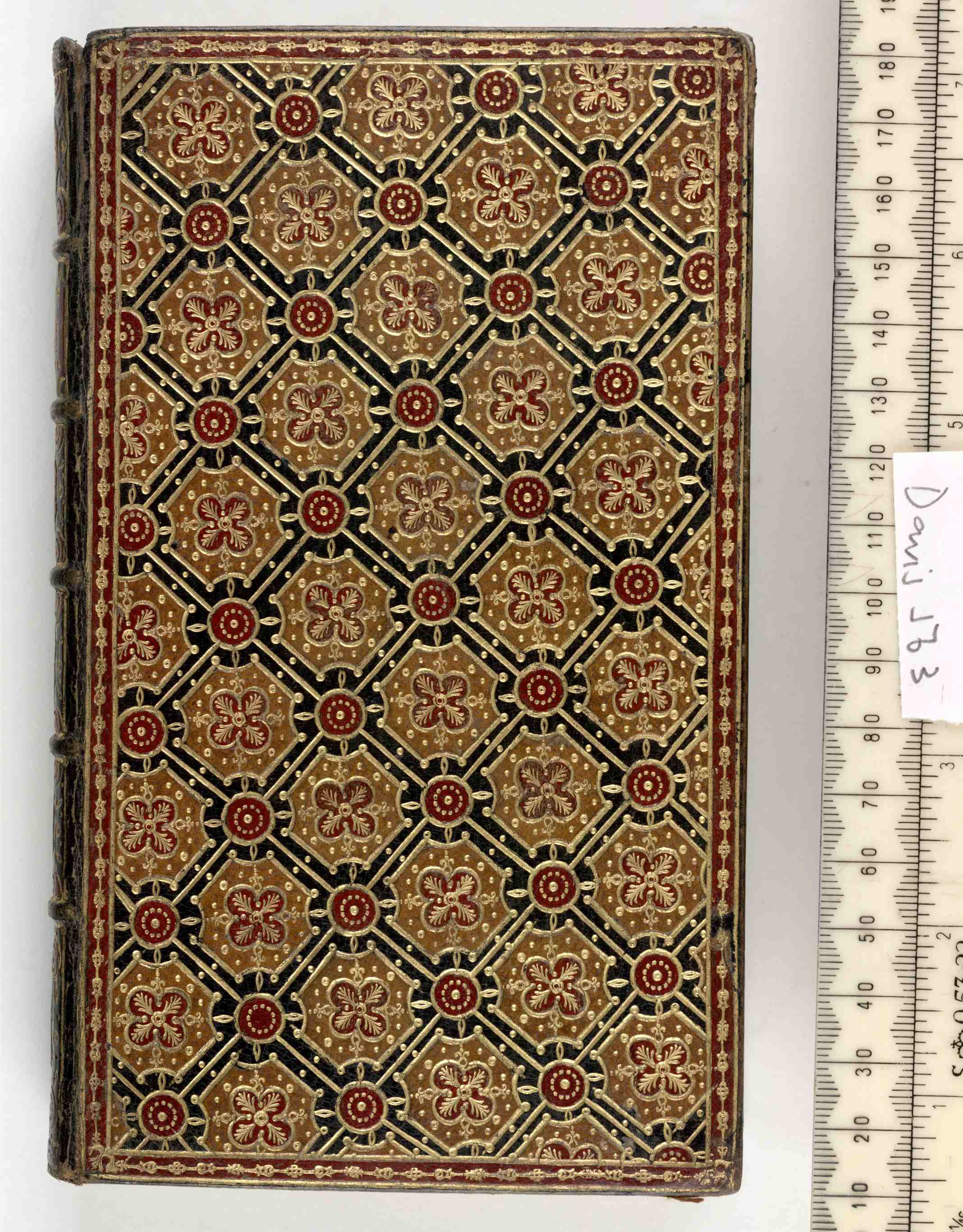
Nicolas-Denis Derome, Upper cover for Les Pseaumes en forme de prieres (British Library)

Nicolas Denis Derome, född 1731, död 1788, var en fransk bokbindare. Han tillhörde en välkänd bokbindarfamilj från Paris och var Jacques Antoine Deromes yngste son. Derome arbetade till en början i den så kallade dentellestilen, motsvarande rokokon inom det övriga konsthantverket, men övergick under 1770-talet till en mera klassicistisk utsmyckning av sina arbeten.

## Fotnoter
1. ↑  Cercle de la Librairie.[källa från Wikidata]